# Succes / Ik ben Twan
Succes / Ik ben Twan is het derde officiële album van The Opposites. Het album bestaat uit twee soloalbums: Succes gemaakt door Willy en Ik Ben Twan door Big2. Het album is uitgebracht op 5 maart 2010 onder het label Top Notch. Dit album moest het succes gaan evenaren van het vorige album Begin Twintig. Willems album Succes is volledig geproduceerd door Amsterdams productietrio SoundG8 (Roel Donk, Dennis Letnom en Jihad Rahmouni).

## Tracklist

### Willy- Succes
1. Sex Appeal
2. Succes
3. So Fly
4. Licht Uit ft. Big2
5. Lichaamstaal
6. Je Staat Er Nog Steeds
7. Bad Boy
8. Money ft. Candy Dulfer
9. Het Spijt Me ft. Kleine Viezerik
10. Huil Voor Jou
11. Ego
12. Voor Altijd ft. Kempi
13. Haat
14. Ode Aan ft Big2
15. Chill (Bonus Track)
16. De Transactie

### Big2- Ik ben Twan
1. Gefocussed
2. Keep It Real
3. Het Goede Leven
4. Broodje Bakpao ft. Gers & Sef
5. Liever Zeg Je Niks
6. Gierig ft. MC Fit
7. Leef To The Fullest ft. Lange Frans
8. Crazy Zin In ft. Sef
9. Mama ft. Chiara & Willy
10. Je Doet Als Een Lady ft. Brainpower & Jayh
11. Duif Op De Dam ft. Burgs, Sjaak & Kleine Viezerik
12. Brief Aan Jou ft. Trijntje Oosterhuis
13. Ik Wacht Op Jou Vannacht ft. D-Love & Willy
14. Kryptonite
15. Rag4Life

## Singles
| Single met eventuele hitnotering(en) in de Nederlandse Top 40 | Datum van verschijnen | Datum van binnenkomst | Hoogste positie | Aantal weken | Opmerkingen                                        |
| ------------------------------------------------------------- | --------------------- | --------------------- | --------------- | ------------ | -------------------------------------------------- |
| Broodje Bakpao                                                | 2009                  | 19-12-2009            | 2               | 11           | met Gers & Sef / #1 in de Single Top 100           |
| Licht uit                                                     | 2010                  | 13-03-2010            | 23              | 7            | #19 in de Single Top 100                           |
| Brief aan jou                                                 | 2010                  | 22-05-2010            | 30              | 5            | met Trijntje Oosterhuis / #10 in de Single Top 100 |
| Crazy zin in                                                  | 2010                  | 10-07-2010            | tip10           |              | met Sef                                            |

| Single met hitnotering(en) in de Vlaamse Ultratop 50 | Datum van verschijnen | Datum van binnenkomst | Hoogste positie | Aantal weken | Opmerkingen    |
| ---------------------------------------------------- | --------------------- | --------------------- | --------------- | ------------ | -------------- |
| Broodje Bakpao                                       | 2009                  | 16-01-2010            | 3               | 13           | met Gers & Sef |
| Licht uit                                            | 2010                  | 20-03-2010            | 3               | 23           |                |
| Crazy zin in                                         | 2010                  | 21-08-2010            | tip29           |              | met Sef        |

## Hitnotering
| "Succes / Ik Ben Twan" in de Nederlandse Album Top 100 - binnen: 13-03-2010 | "Succes / Ik Ben Twan" in de Nederlandse Album Top 100 - binnen: 13-03-2010 | "Succes / Ik Ben Twan" in de Nederlandse Album Top 100 - binnen: 13-03-2010 | "Succes / Ik Ben Twan" in de Nederlandse Album Top 100 - binnen: 13-03-2010 | "Succes / Ik Ben Twan" in de Nederlandse Album Top 100 - binnen: 13-03-2010 | "Succes / Ik Ben Twan" in de Nederlandse Album Top 100 - binnen: 13-03-2010 | "Succes / Ik Ben Twan" in de Nederlandse Album Top 100 - binnen: 13-03-2010 | "Succes / Ik Ben Twan" in de Nederlandse Album Top 100 - binnen: 13-03-2010 | "Succes / Ik Ben Twan" in de Nederlandse Album Top 100 - binnen: 13-03-2010 | "Succes / Ik Ben Twan" in de Nederlandse Album Top 100 - binnen: 13-03-2010 | "Succes / Ik Ben Twan" in de Nederlandse Album Top 100 - binnen: 13-03-2010 | "Succes / Ik Ben Twan" in de Nederlandse Album Top 100 - binnen: 13-03-2010 |
| Week                                                                        | 1                                                                           | 2                                                                           | 3                                                                           | 4                                                                           | 5                                                                           | 6                                                                           | 7                                                                           | 8                                                                           | 9                                                                           | 10                                                                          |                                                                             |
| --------------------------------------------------------------------------- | --------------------------------------------------------------------------- | --------------------------------------------------------------------------- | --------------------------------------------------------------------------- | --------------------------------------------------------------------------- | --------------------------------------------------------------------------- | --------------------------------------------------------------------------- | --------------------------------------------------------------------------- | --------------------------------------------------------------------------- | --------------------------------------------------------------------------- | --------------------------------------------------------------------------- | --------------------------------------------------------------------------- |
| Nummer                                                                      | 9                                                                           | 32                                                                          | 40                                                                          | 53                                                                          | 62                                                                          | 50                                                                          | 48                                                                          | 45                                                                          | 44                                                                          | 77                                                                          | uit                                                                         |

| "Succes / Ik Ben Twan" in de Vlaamse Ultratop 50 Albums - binnen: 20-03-2010 | "Succes / Ik Ben Twan" in de Vlaamse Ultratop 50 Albums - binnen: 20-03-2010 | "Succes / Ik Ben Twan" in de Vlaamse Ultratop 50 Albums - binnen: 20-03-2010 | "Succes / Ik Ben Twan" in de Vlaamse Ultratop 50 Albums - binnen: 20-03-2010 | "Succes / Ik Ben Twan" in de Vlaamse Ultratop 50 Albums - binnen: 20-03-2010 | "Succes / Ik Ben Twan" in de Vlaamse Ultratop 50 Albums - binnen: 20-03-2010 | "Succes / Ik Ben Twan" in de Vlaamse Ultratop 50 Albums - binnen: 20-03-2010 | "Succes / Ik Ben Twan" in de Vlaamse Ultratop 50 Albums - binnen: 20-03-2010 | "Succes / Ik Ben Twan" in de Vlaamse Ultratop 50 Albums - binnen: 20-03-2010 | "Succes / Ik Ben Twan" in de Vlaamse Ultratop 50 Albums - binnen: 20-03-2010 | "Succes / Ik Ben Twan" in de Vlaamse Ultratop 50 Albums - binnen: 20-03-2010 | "Succes / Ik Ben Twan" in de Vlaamse Ultratop 50 Albums - binnen: 20-03-2010 | "Succes / Ik Ben Twan" in de Vlaamse Ultratop 50 Albums - binnen: 20-03-2010 | "Succes / Ik Ben Twan" in de Vlaamse Ultratop 50 Albums - binnen: 20-03-2010 | "Succes / Ik Ben Twan" in de Vlaamse Ultratop 50 Albums - binnen: 20-03-2010 | "Succes / Ik Ben Twan" in de Vlaamse Ultratop 50 Albums - binnen: 20-03-2010 | "Succes / Ik Ben Twan" in de Vlaamse Ultratop 50 Albums - binnen: 20-03-2010 | "Succes / Ik Ben Twan" in de Vlaamse Ultratop 50 Albums - binnen: 20-03-2010 | "Succes / Ik Ben Twan" in de Vlaamse Ultratop 50 Albums - binnen: 20-03-2010 | "Succes / Ik Ben Twan" in de Vlaamse Ultratop 50 Albums - binnen: 20-03-2010 | "Succes / Ik Ben Twan" in de Vlaamse Ultratop 50 Albums - binnen: 20-03-2010 | "Succes / Ik Ben Twan" in de Vlaamse Ultratop 50 Albums - binnen: 20-03-2010 | "Succes / Ik Ben Twan" in de Vlaamse Ultratop 50 Albums - binnen: 20-03-2010 | "Succes / Ik Ben Twan" in de Vlaamse Ultratop 50 Albums - binnen: 20-03-2010 | "Succes / Ik Ben Twan" in de Vlaamse Ultratop 50 Albums - binnen: 20-03-2010 |
| Week                                                                         | 1                                                                            | 2                                                                            | 3                                                                            | 4                                                                            | 5                                                                            | 6                                                                            | 7                                                                            | 8                                                                            | 9                                                                            | 10                                                                           | 11                                                                           | 12                                                                           | 13                                                                           | 14                                                                           | 15                                                                           | 16                                                                           | 17                                                                           | 18                                                                           | 19                                                                           | 20                                                                           | 21                                                                           | 22                                                                           | 23                                                                           | 24                                                                           |
| ---------------------------------------------------------------------------- | ---------------------------------------------------------------------------- | ---------------------------------------------------------------------------- | ---------------------------------------------------------------------------- | ---------------------------------------------------------------------------- | ---------------------------------------------------------------------------- | ---------------------------------------------------------------------------- | ---------------------------------------------------------------------------- | ---------------------------------------------------------------------------- | ---------------------------------------------------------------------------- | ---------------------------------------------------------------------------- | ---------------------------------------------------------------------------- | ---------------------------------------------------------------------------- | ---------------------------------------------------------------------------- | ---------------------------------------------------------------------------- | ---------------------------------------------------------------------------- | ---------------------------------------------------------------------------- | ---------------------------------------------------------------------------- | ---------------------------------------------------------------------------- | ---------------------------------------------------------------------------- | ---------------------------------------------------------------------------- | ---------------------------------------------------------------------------- | ---------------------------------------------------------------------------- | ---------------------------------------------------------------------------- | ---------------------------------------------------------------------------- |
| Nummer                                                                       | 60                                                                           | 74                                                                           | 73                                                                           | 88                                                                           | 78                                                                           | 71                                                                           | 60                                                                           | 57                                                                           | 80                                                                           | 60                                                                           | 64                                                                           | 79                                                                           | 88                                                                           | 71                                                                           | uit                                                                          | 99                                                                           | uit                                                                          | 67                                                                           | 65                                                                           | 86                                                                           | 76                                                                           | 84                                                                           | 99                                                                           | 94                                                                           |